# Walter Holtzapfel

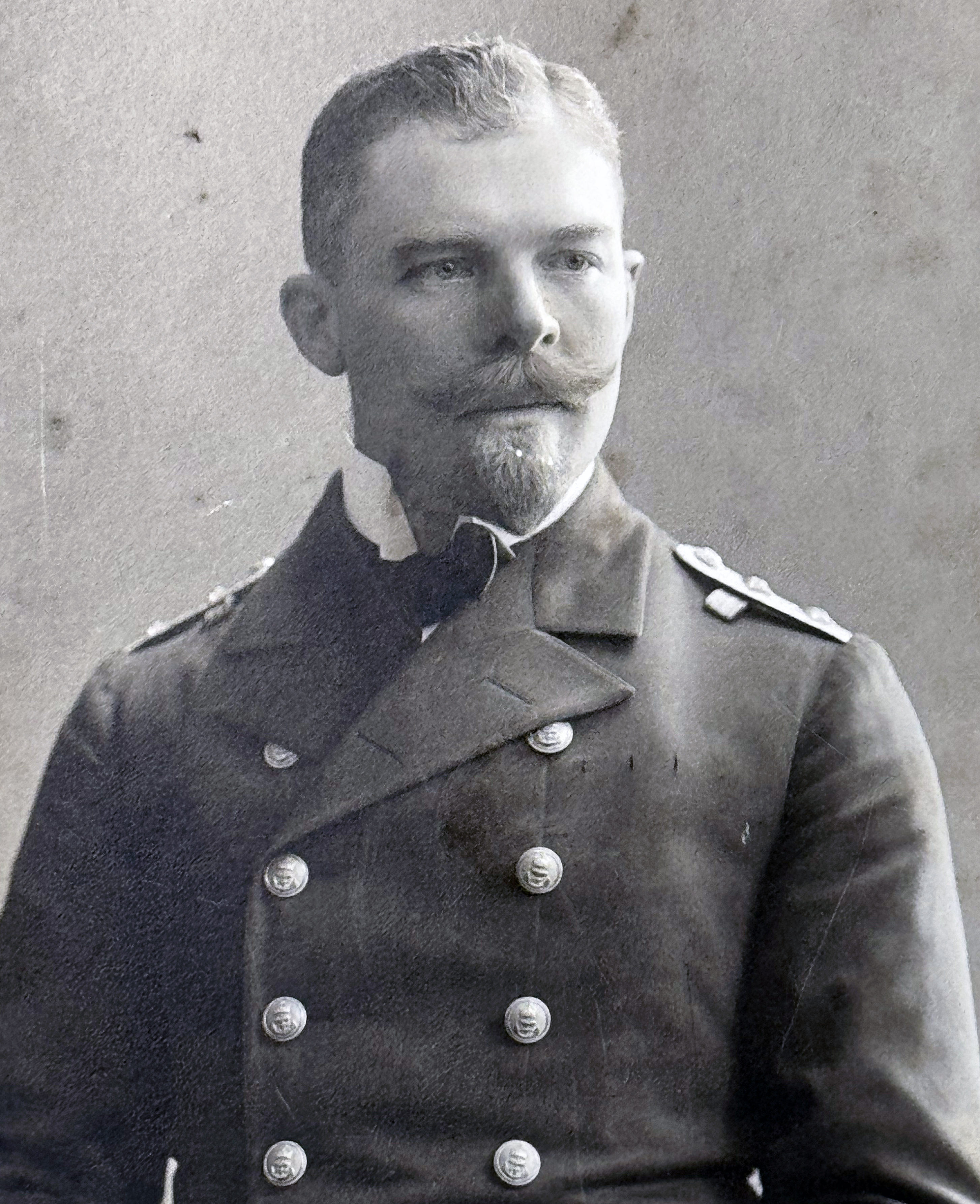
Walter Holtzapfel (etwa 1912)

Walter Karl Holtzapfel (* 22. Oktober 1878 in Hamburg; † 25. Januar 1917 in Kiel) war ein deutscher Seeoffizier, kaiserlicher Korvettenkapitän und Torpedo-Spezialist.

## Leben

### Herkunft
Walter Holtzapfel war das erste von fünf Kindern aus der zweiten Ehe des Kaufmanns und Schiffsreeders Eduard Holtzapfel (1834–1912) mit Louise Elisabeth Cäcilie Rendtorff (1852–1912).

### Werdegang
Holtzapfel besuchte ab Ostern 1885 das Realgymnasium des Johanneums zu Hamburg und wurde am 1. April 1895 Kadett der Kaiserlichen Marine. Nach einer vier Wochen dauernden Landausbildung tat er Dienst auf der Korvette SMS Stein, mit der er an einer Sommerreise nach Finnland und einer Winter-Trainingsfahrt nach Westindien teilnahm; im selben Jahr nahm er an den Feierlichkeiten zur Eröffnung des Kaiser-Wilhelm-Kanals (heute Nord-Ostsee-Kanal) teil. 1896 wurde er Seekadett auf der SMS Moltke, einem der Schwesterschiffe der Stein, 1897 auf dem Artillerieschulschiff SMS Mars und dem Torpedoschulschiff SMS Blücher; ab dem Herbst desselben Jahres besuchte er die Marineakademie Kiel.

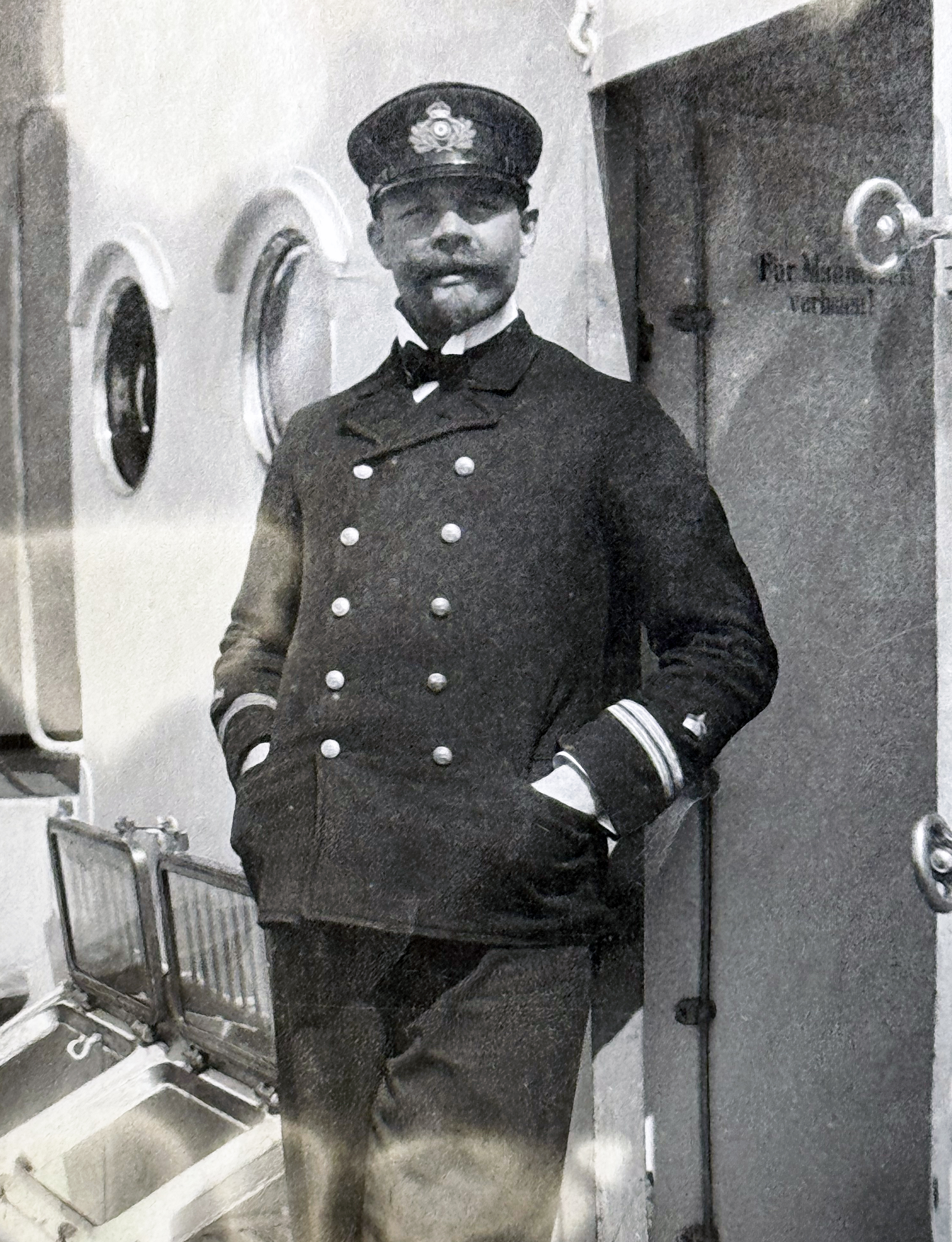
Walter Holtzapfel (Okt. 1911)

- am 2. Oktober 1898 Leutnant zur See;[1] auf das Panzerschiff SMS Oldenburg kommandiert[2]
- Im Herbst 1899 auf die SMS Gefion nach Ostasien kommandiert; Abreise am 1. November auf einem Postdampfer ab Genua; Beginn des Boxeraufstands
- am 23. März 1901 Oberleutnant zur See,[1] zweiter Offizier bei der Torpedoabteilung auf dem Torpedoboot S 99[3]
- 1903 Adjutant bei der I. Torpedo-Division[3]
- Ostern 1904 Kadettenoffizier auf dem Schulschiff SMS Stosch; Kreuzfahrt ins Mittelmeer via Stockholm, Bergen ab 16. Juli[3]
- am 9. Dezember 1905 Kaiserlicher Kapitänleutnant[1][3]
- 1906 Torpedoexamen; ab 1. Oktober 1906 Torpedooffizier auf der SMS Preußen
- Ab 1. Oktober 1908 Referent beim Torpedo-Versuchskommando[3]
- am 13. Juni 1912 Ernennung zum kaiserlichen Korvettenkapitän durch Kaiser Wilhelm II.[3]
- 1914 Erster Offizier auf der SMS König Albert (Afrika, Südamerika) bis Oktober 1915[3]
- Oktober 1915 Präses des Torpedo-Versuchskommandos zu Kiel (damit während des Krieges im rückwärtigen Dienst) bis Januar 1917 (†)[3]
- September 1915 bis September 1916 Kommandant der SMS Nymphe, damals Schul- und Versuchsschiff der Torpedo-Inspektion[3]
- Ab der erneuten Indienststellung Anfang November 1916 Kommandant der SMS Roon[3]

„Torpedowaffen wurden in Deutschland seit 1871 aufgebaut, um der Kaiserlichen Marine einen militärischen Vorteil zu verschaffen. Bei ihrer Entwicklung wurde mit unterschiedlichen Torpedokonstruktionen und Schiffstypen experimentiert, um den Feind möglichst zielgenau attackieren zu können. So entstanden die Torpedoboote, die mit geringen Abmessungen und hoher Geschwindigkeit den Feind überraschen sollten. [Fußnote 667: Der 20jährige Walter Holtzapfel war also bereits Teil der Führungsriege der Kaiserlichen Marine. Torpedooffiziere waren im Minenwesen und im Torpedowesen eingesetzt. Im Torpedowesen, wo Walter Holtzapfel beschäftigt war, waren sie für die Verwaltung und Konservierung des Torpedo- und Sprengdienstmaterials zuständig]. Bei der Fahrt mit einem solchen Boot sollte Walter 1917 als junger Familienvater tödlich verunglücken.“

### Familie

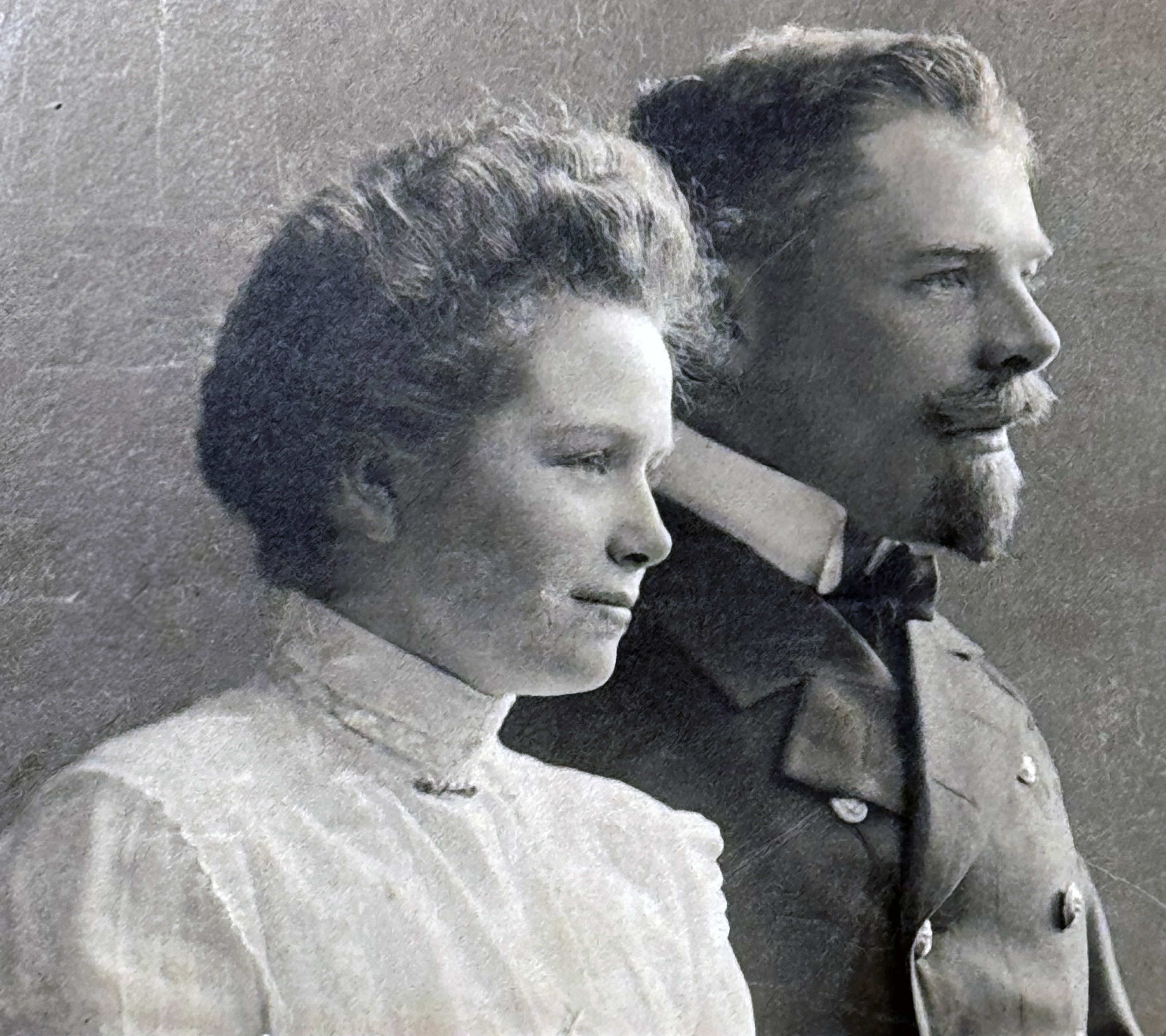
Walter Holtzapfel und seine Frau Ilse, geb. Freiin v. Rheinbaben (1912)

Walter Holtzapfel heiratete am 21. September 1911 in Potsdam Ilse Sidonie Hedwig Freiin von Rheinbaben (11. August 1891 – 19. August 1967), geboren in Potsdam als Tochter von Karl Joachim Walter Freiherr von Rheinbaben, königlich-preußischer Oberstleutnant, ab 1912 Kommandeur des 2. Rheinischen Feldartillerie-Regiments Nr. 23 (1858–1912), und seiner Frau Elsa Bertha Anna Koch (1868–1914). Das Paar hatte zwei gemeinsame Kinder: Walter Otto Holtzapfel (1912–1994) und Klara Elisabeth Holtzapfel (geb. 1916, verh. Hartmann), die beide Ärzte wurden. Ilse Holtzapfel heiratete 1919 den Landarzt Enno Müller-Jürgens (1885–1967),  mit dem sie zwei weitere Kinder hatte.

### Tod

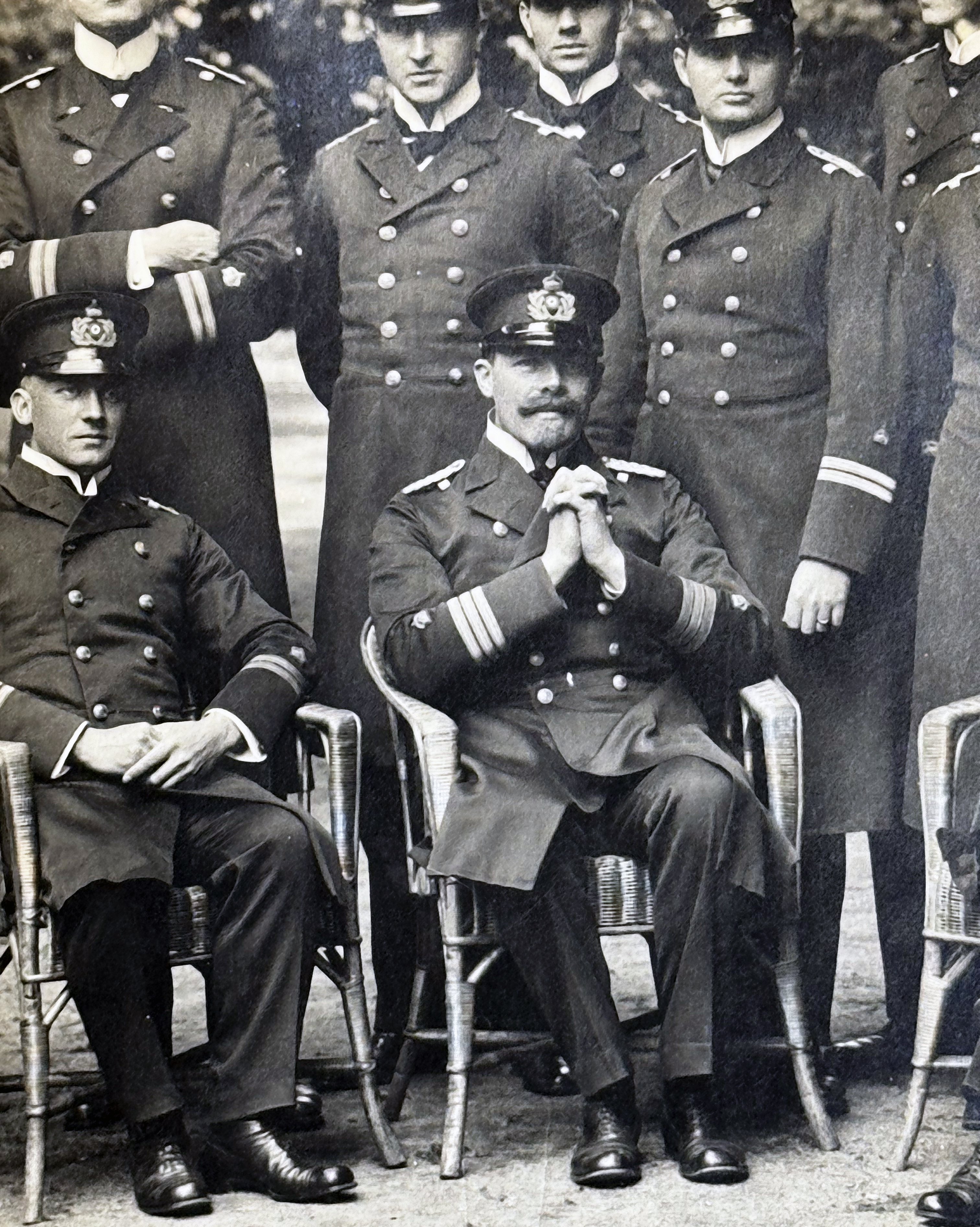
Walter Holtzapfel (Mitte vorn, sitzend) mit anderen Marineoffizieren (etwa 1916)

Ab 1903 hatte Walter Holtzapfel, der bereits auf der Marineakademie das Wahlfach „Torpedolehre“ belegt hatte, militärisch mit der Torpedowaffe zu tun gehabt, die sein Spezialgebiet werden sollte. Am 25. Januar 1917 – während des Ersten Weltkriegs, aber nicht im Kampfeinsatz – ertrank er bei der Erprobung eines Fernlenkboots (möglicherweise in Verbindung mit einem Torpedoboot), das mit einem U-Boot zusammenstieß, in der Kieler Bucht vor Laboe.
An der Trauerfeier für Walter Holtzapfel, die am 4. Februar 1917 in Kiel an Bord der SMS Roon am 4. Februar 1917 stattfand, sprach außer einem Pfarrer auch der Kontreadmiral Ernst Ritter von Mann Edler von Tiechler, der Inspekteur des Torpedowesens: „Seinen Jungens war er in väterlicher Liebe zugetan; ihrem Wohlergehen, ihrer Weiterbildung für den Dienst bei der Torpedoboots- und Unterseeboots-Waffe gehörte sein Herz und seine reiche Erfahrung. Der Besatzung des von ihm befehligten Schiffes und des Torpedo-Versuchs-Kommandos war er ein gerechter, wohlwollender Vorgesetzter, und in aufrichtiger, tiefer Trauer steht sie am Seemannsgrabe ihres hochgeschätzten, geliebten Kommandanten und Präses.“
Das Grab Walter Holtzapfels, in dem auch seine Frau und deren zweiter Mann sowie eine ihrer gemeinsamen Töchter beigesetzt sind, befindet sich auf dem Friedhof in Karlum (Nordfriesland).
Walter Holtzapfels Name ist auch auf einer der Steinplatten des Denkmals für die Gefallenen der Kriege vor der Kirche St. Laurentius in Karlum aufgeführt.

## Auszeichnungen
(Quelle: )
- Denkmünze aus Stahl (1907)
- Rettungsmedaille am Band (1911)
- Roter Adlerorden vierter Klasse (1911)
- Königliche Krone zum Roten Adlerorden vierter Klasse (1914)
- Ritterkreuz 1. Klasse des Albrechtsordens mit der Krone und Schwertern (1916)
- Eisernes Kreuz  I. Klasse (1916)
- Hanseatenkreuz

## Torpedoschulschiff „Walter Holtzapfel“
Ein Torpedoschul- und -versuchsschiff der Marine mit Vierling-Torpedorohrsatz, das vermutlich 1939 in Dienst gestellt wurde und zunächst in Eckernförde stationiert war, trug den Namen „Walter Holtzapfel“ (Morsename DWL, Flagenname 7591). Es unterstand dem Torpedo-Erprobungs-Kommando (TEK) und wurde auch als Zielschiff und Torpedofangboot eingesetzt. Das Schiff lag noch im Januar 1945 unbeschädigt in Gotenhafen (heute Gdynia, Danziger Bucht), wo nach 1940 eine Zweigstelle des TEK bestand (TVA Gotenhafen Oxhöft). Es fuhr mit anderen Schiffen aus Gotenhafen und Swinemünde, unter anderem der „Hessen“, in den letzten Kriegswochen über die westliche Ostsee in die Neustädter Bucht, wo es von englischen Truppen festgesetzt und nach Wilhelmshaven verlegt wurde; es verließ am 16. Januar 1946 Wilhelmshaven Richtung England. Hier stand es bei der Royal Navy unter dem Namen „HMS Deepwater“ als Schulschiff für Taucher in Dienst. Es wurde nach Beschädigung in den frühen 1960er Jahren abgewrackt.